# Giovanni de Rossi
Giovanni de Rossi (falecido em 1667) foi um prelado católico romano que serviu como bispo de Ossero de 1653 a 1667, bispo de Chiron de 1645 a 1653 e bispo de Cefalónia e Zante de 1640 a 1645.

## Biografia
No dia 3 de Dezembro de 1640, Giovanni de Rossi foi nomeado durante o papado de Urbano VIII como Bispo de Cefalónia e Zante. A 9 de Dezembro de 1640, foi consagrado bispo por Giulio Cesare Sacchetti, Cardeal-Sacerdote de Santa Susanna, com Leonardo Mocenigo, Arcebispo de Candia, e Lelio Falconieri, Arcebispo Titular de Tebas, servindo como co-consagradores. No dia 10 de Julho de 1645, foi nomeado durante o papado de Inocêncio X como Bispo de Chiron. A 10 de Novembro de 1653, foi escolhido como Bispo de Ossero, onde serviu até à sua morte em 1667.